# Phân ngành Nhiều chân
Phân ngành Nhiều chân hay Phân ngành Đa chi (Myriapoda, myriad nghĩa là "vạn") là một phân ngành thuộc ngành động vật chân khớp gồm cuốn chiếu, rết và các loài khác. Phân ngành này có hơn 12.000 loài, đa số sống trên cạn. Mặc dù tên của chúng có nghĩa là 10.000 chân, chúng chỉ có tối đa 750 chân (cuốn chiếu Illacme plenipes) đến những loài chỉ có ít hơn 10 chân.
Ghi chép hóa thạch phân ngành Nhiều chân có niên đại từ cuối kỷ Silur, mặc dù bằng chứng phân tử cho thấy một sự đa dạng hóa trong kỷ Cambri, và các mẫu hóa thạch kỷ Cambri tồn tại trông giống các loài phân ngành Nhiều chân. Hóa thạch loài Nhiều chân lâu đời nhất là hóa thạch của loài Pneumodesmus newmani, từ cuối kỷ Silur (cách đây 428 triệu năm). P. newmani cũng quan trọng như là động vật sống trên cạn được biết đến sớm nhất. Việc phân loại phát sinh loài của các loài Nhiều chân vẫn còn được tranh luận.

## Giải phẫu học

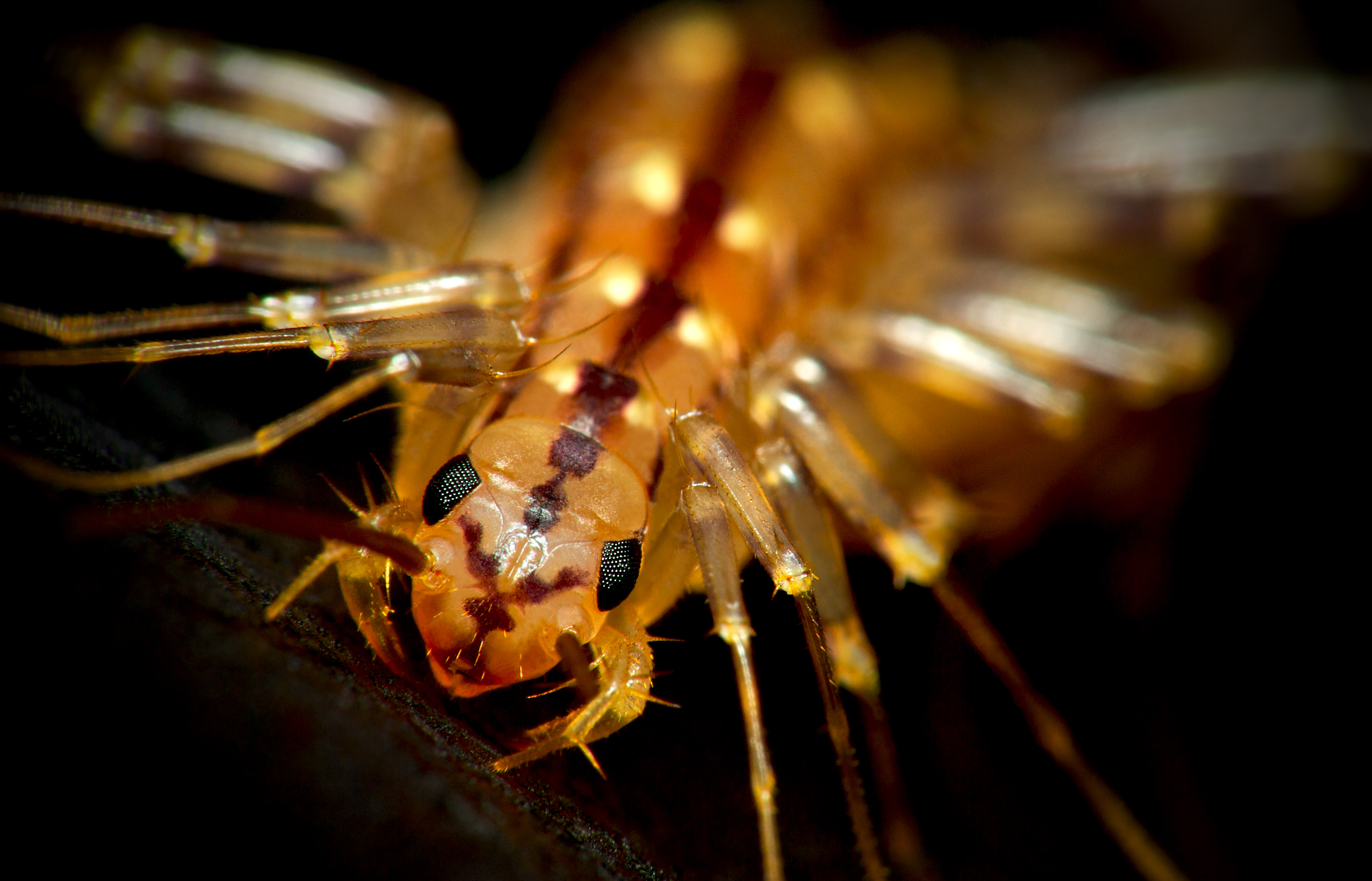
Đầu của một con Scutigera coleoptrata, cho thấy râu, mắt ghép và miệng của nó.

Các loài Nhiều chân có một cặp râu duy nhất và, (trong hầu hết các trường hợp) một cặp mắt đơn giản. Các trường hợp ngoại lệ bao gồm mắt ghép lớn và phát triển tốt của các loài chi Scutigera  Phần miệng nằm ở mặt dưới của đầu, và một cặp hàm dưới nằm trong miệng. Chúng thở qua các lổ mang kết nối với hệ thống khí quản tương tự như lổ mang của côn trùng. Chúng có tim hình ống kéo dài qua phần lớn cơ thể, nhưng thường có rất ít mạch máu hoặc thậm chí là không có.
Các ống Malpighian bài tiết chất thải nitơ vào hệ thống tiêu hóa, thường bao gồm một ống đơn giản. Mặc dù dây thần kinh liên sườn có một hạch ở mỗi đoạn, não của chúng tương đối kém phát triển.
Trong quá trình giao phối, con đực tạo ra một gói tinh trùng mà chúng phải chuyển sang bên ngoài cho con cái; quá trình này thường phức tạp. Con cái đẻ trứng nở ra nhiều phiên bản nhỏ của những con trưởng thành, chỉ có một vài phân đoạn và tối thiểu ba đôi chân. Con non mọc thêm các phân đoạn và chân khi chúng liên tục lột xác để đạt đến cơ thể trưởng thành.

## Sinh thái học
Các loài Nhiều chân có nhiều nhất trong các khu rừng ẩm ướt, nơi chúng đóng vai trò quan trọng trong việc phá vỡ các thực vật mục nát, mặc dù một số ít sống ở đồng cỏ, môi trường sống khô cằn hoặc thậm chí cả sa mạc. Chỉ có một số lượng rất nhỏ các loài là sống dọc theo các bờ biển. Phần lớn là động vật ăn mảnh vụn, ngoại trừ rết (chủ yếu là loài săn mồi về đêm). Một vài loài rết và cuốn chiếu có thể tạo ra ánh sáng và do đó có thể tự phát quang Các loài Pauropoda and Symphyla là những động vật nhỏ, đôi khi siêu nhỏ trông giống rết một cách hời hợt và sống trong đất. Cuốn chiếu khác với các nhóm khác ở các phân đoạn cơ thể của chúng hợp nhất thành cặp, tạo ra vẻ bề ngoài là mỗi phân đoạn có hai cặp chân, trong khi ba nhóm còn lại chỉ có một đôi chân trên mỗi phân đoạn cơ thể.
Mặc dù thường không được xem là nguy hiểm cho con người, nhiều loài cuốn chiếu có thể tạo ra chất tiết độc hại (thường chứa benzoquinone) trong những trường hợp hiếm có thể gây phồng rộp tạm thời và làm mất màu da. Tuy nhiên, các loài rết lớn có thể cắn người, và mặc dù vết cắn có thể gây đau đớn và khó chịu dữ dội, việc tử vong là cực kỳ hiếm.

## Phân loại
Đã có nhiều tranh luận về nhóm động vật chân khớp nào có họ hàng gần gũi nhất với phân ngành Nhiều chân. Theo giả thuyết Mandibulata, phân ngành Nhiều chân là nhóm chị em của nhánh Pancrustacea, một nhóm bao gồm phân ngành Crustacea (động vật giáp xác) và phân ngành Hexapoda (côn trùng và họ hàng gần của chúng). Theo giả thuyết Atelocerata, phân ngành Hexapoda là gần gũi nhất, trong khi theo giả thuyết Paradoxopoda, phân ngành Chelicerata (động vật chân kìm) là gần gũi nhất. Giả thuyết cuối cùng này, mặc dù được ủng hộ bởi một số ít người, được ủng hộ bởi một số nghiên cứu phân tử. Một nghiên cứu năm 2020 đã tìm thấy nhiều đặc điểm của vùng mắt và vùng tiền thân cho thấy rằng họ hàng gần gũi nhất với các loài Nhiều chân trong nhóm Euthycarcinoidea đã tuyệt chủng. Có bốn lớp Nhiều chân còn sinh tồn, Chilopoda (rết), Diplopoda (cuốn chiếu), Pauropoda và Symphyla, chứa tổng cộng khoảng 12.000 loài. Trong khi mỗi nhóm các loài Nhiều chân được cho là những đơn ngành, mối quan hệ giữa chúng ít chắc chắn hơn.

### Rết

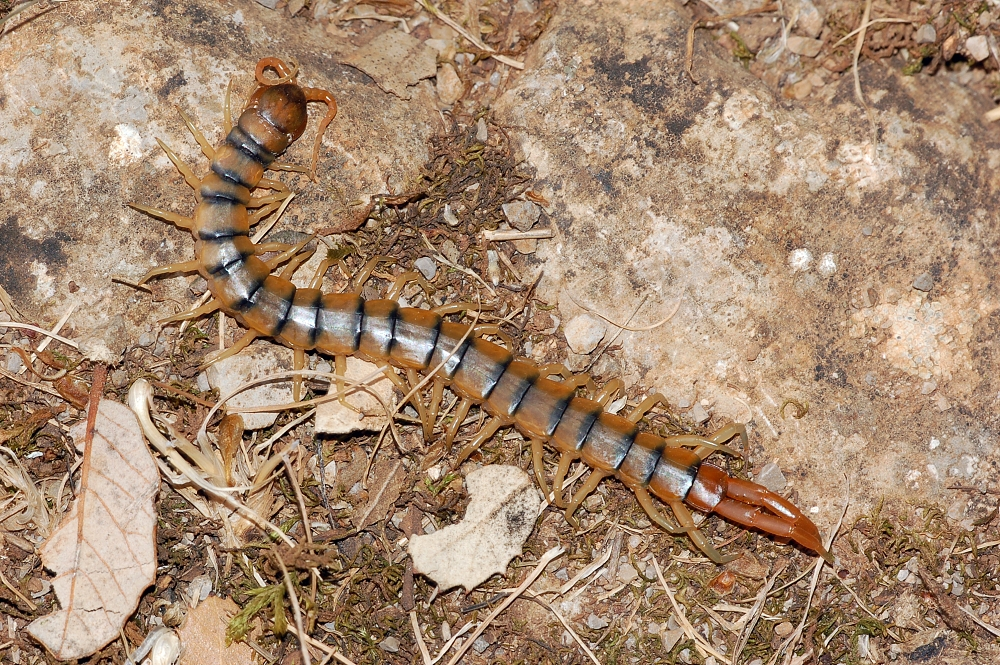
Scolopendra cingulata, một con rết.

Rết tạo nên Lớp Chilopoda. Chúng là những tay săn mồi nhanh nhẹn và có nọc độc, chủ yếu săn vào ban đêm. Có khoảng 3.300 loài, khác nhau, từ loài rết Nannarrup hoffmani nhỏ (chiều dài dưới 12 mm hoặc 1⁄2) đến loài rết Scolopendra gigantea khổng lồ, có thể vượt quá 30 cm.

### Cuốn chiếu

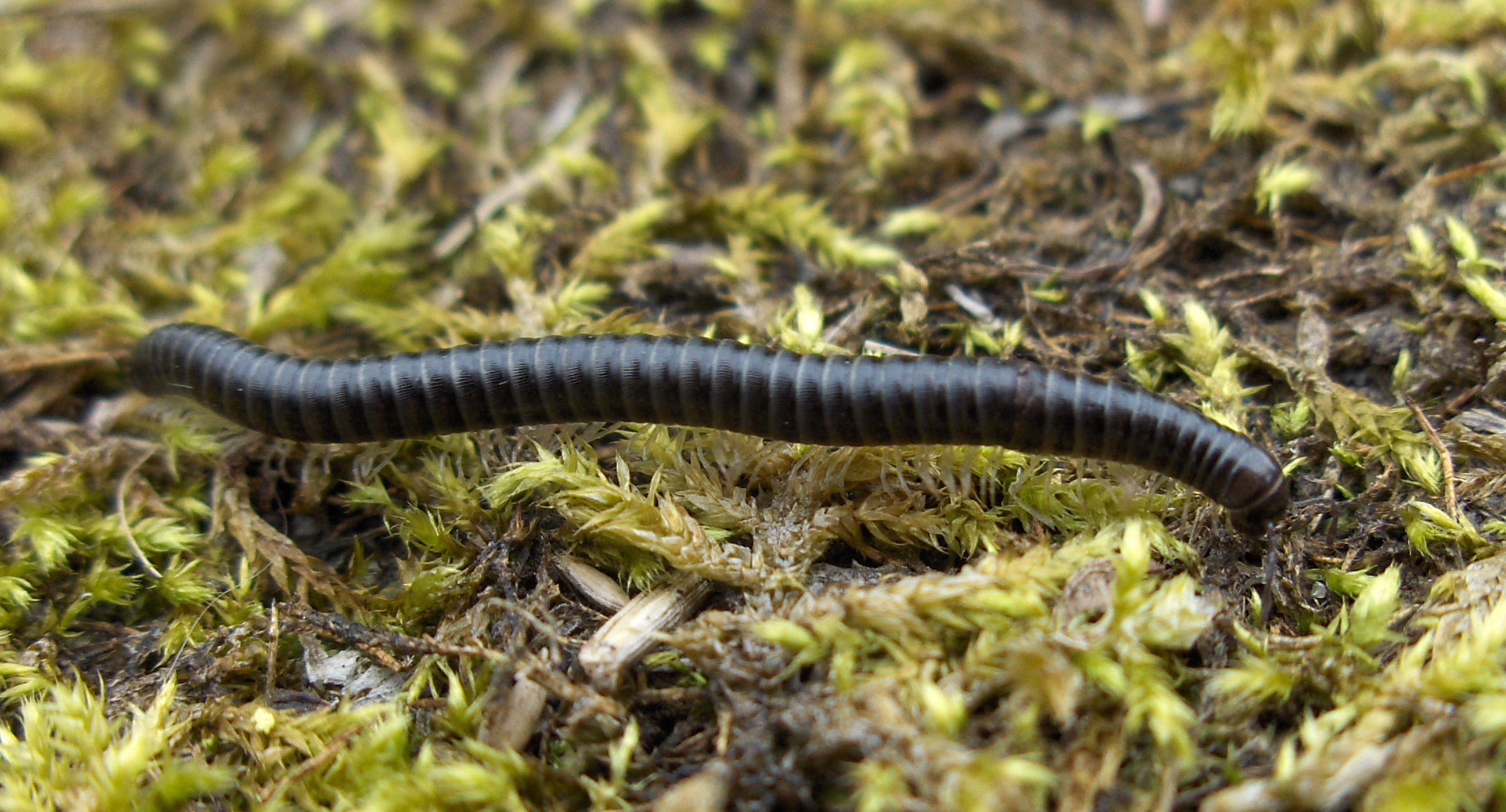
Tachypodoiulus niger, một con cuốn chiếu.

Cuốn chiếu tạo thành Lớp Diplopoda. Đa số các loài cuốn chiếu đều chậm hơn rết, và ăn các loại lá và mảnh vụn. Chúng được phân biệt bằng sự hợp nhất của từng cặp phân đoạn cơ thể thành một đơn vị, tạo ra vẻ bề ngoài có hai đôi chân trên mỗi phân đoạn. Khoảng 12.000 loài đã được mô tả, có thể đại diện cho ít hơn một phần mười của sự đa dạng thực vật toàn cầu của loài cuốn chiếu. Chúng thường có từ 36 đến 400 chân. Một loài, Illacme plenipes, có 750 chân, số lượng chân nhiều nhất trong tất cả các loài động vật trên thế giới. Cuốn chiếu viên ngắn hơn nhiều, và có khả năng cuộn lại thành một quả bóng, giống như các loài Họ Armadillidiidae.

### Symphyla

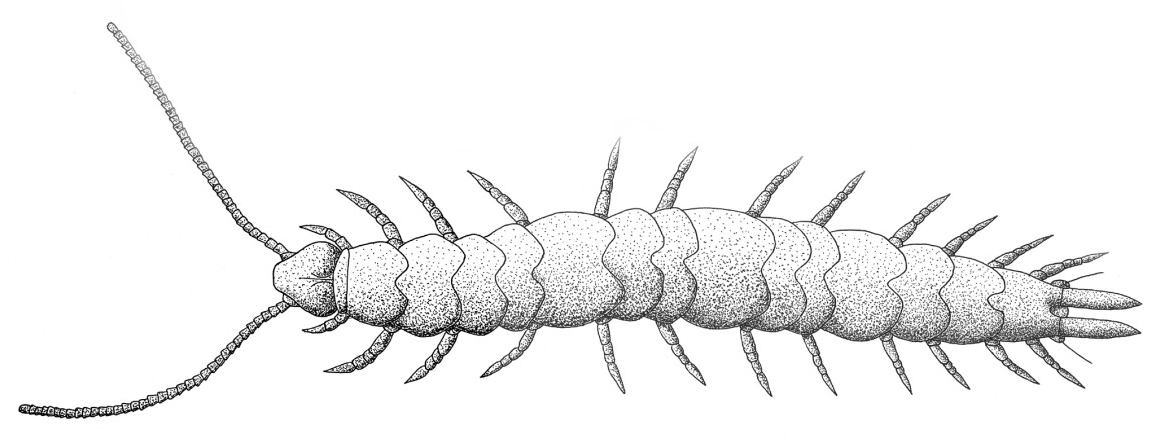
Scutigerella immaculata, một con symphyla.

Khoảng 200 loài được biết đến trên khắp thế giới. Chúng giống rết nhưng nhỏ hơn và có cơ thể trong suốt. Nhiều con dành cả cuộc đời của chúng sống dưới lòng đất, nhưng một số loài sống trên cây. Con non có sáu đôi chân, nhưng sau vài năm, mọc thêm một cặp chân sau mỗi lần lột xác cho đến khi chúng trưởng thành, và có mười hai đôi chân.

### Pauropoda

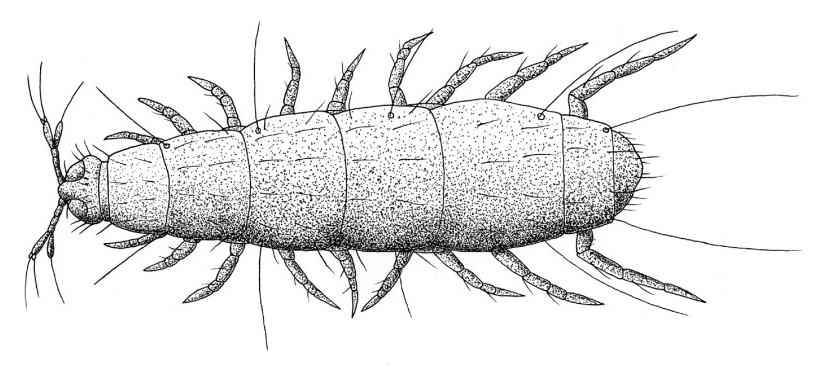
Pauropus huyxleyi, một con pauropoda.

Lớp Pauropoda là một nhóm nhỏ gồm các loài Nhiều chân khác. Chúng thường dài 0,5 - 2.0 mm và sống trong lòng đất trên tất cả các lục địa ngoại trừ Nam Cực. Hơn 700 loài đã được mô tả. Chúng được cho là nhóm chị em của cuốn chiếu, và có các vây lưng được hợp nhất giữa các cặp phân đoạn, tương tự như sự hợp nhất hoàn toàn hơn của các phân đoạn được tìm thấy trong cuốn chiếu.